# Squires-Gletscher
Der Squires-Gletscher ist ein Gletscher des Palmerlands im Süden der Antarktischen Halbinsel. Er fließt zwischen den Playfair Mountains und den Hutton Mountains in ostnordöstlicher Richtung zum Swann-Gletscher.
Der United States Geological Survey kartierte ihn anhand eigener Vermessungen und Luftaufnahmen der United States Navy aus den Jahren zwischen 1961 und 1967. Das Advisory Committee on Antarctic Names benannte ihn 1968 nach Peter L. Squires, Glaziologe auf der Byrd-Station in den antarktischen Sommermonaten 1965/1966.